# Jacob A. Marinsky
Jacob Akiba Marinsky (11. dubna 1918 Buffalo – 1. září 2005 Buffalo) byl americký chemik, který se podílel na objevu promethia.

## Život
Jacob Marinsky se narodil 11. dubna 1918 v Buffalu v státu New York. Ve věku 16 let začal studovat na University at Buffalo, kde v roce 1939 získal bakalářský titul v oboru chemie.
Během druhé světové války pracoval jako chemik na projektu Manhattan, konkrétně v Clinton Laboratories (dnešní Národní laboratoře Oak Ridge) v letech 1944–1946. V roce 1945 spolu s Lawrence E. Glendeninem a Charlesem D. Coryellem izoloval dosud nezdokumentovaný lanthanoid s protonovým číslem 61 – promethium. Tento prvek získali jak extrakcí z produktů štěpení, tak bombardováním neodymu neutrony. Izolace byla provedena pomocí iontově výměnné chromatografie. Vzhledem k válečné cenzuře byla publikace objevu odložena a objev byl oznámen až v září 1947 na zasedání Americké chemické společnosti. Název „promethium“ navrhla Grace Coryellová, manželka Charlese D. Coryella, podle mytického Promethea, který podle řecké mytologie přinesl lidem oheň. Uvažovalo se také o názvu „clintonium“ podle laboratoře, kde byl prvek izolován.
Marinsky byl jedním z vědců zapojených do Projektu Manhattan, kteří v roce 1945 podepsali petici proti použití atomové bomby na Japonsko.
Po válce pokračoval ve studiu a v roce 1949 získal titul Ph.D. v oboru jaderné a anorganické chemie na MIT. Následně působil v průmyslovém výzkumu a od roku 1957 na University at Buffalo. Zabýval se jadernou anorganickou chemií, fyzikálně-chemickým studiem iontové výměny a systémy polyelektrolytů a elektrolytů. V 60. letech působil jako výzkumný pracovník v rámci Fulbrightova programu na Weizmannově institutu věd v Izraeli. Poté působil na University at Buffalo, kde odmítl podepsat přísahu loyality ke Spojeným státům, protože ji považoval za porušení občanských práv. Někteří kolegové kvůli odmítnutí podepsat přišli o práci. V roce 1988 odešel do důchodu jako emeritní profesor.
Jacob Marinsky zemřel 1. září 2005 na mnohočetný myelom. Byl pohřben na hřbitově Pine Hill v Buffalu. Zanechal po sobě manželku Ruth Slickovou, s níž byl ženatý 63 let, a čtyři dcery.